# Véronique Chastel
Véronique Chastel, née le 5 novembre 1964 à Saint-Affrique (Aveyron), est une triathlète française, devenue coureuse de raid nature et ensuite traileuse. Elle est sacrée championne de France de triathlon longue distance en 1997.

## Biographie

### Carrière professionnelle en triathlon
Dans les années 1990, Véronique Chastel pratique le triathlon, réalisant ses meilleures performances à partir de 1994, après son accouchement. Lors des championnats de France courte distance, en 1994, elle est seulement devancée par Lydie Reuzé et Anne-Marie Rouchon, et décroche la médaille de bronze. En 1996, lors des championnats de France longue distance à Saint-Brieuc, Chastel termine deuxième au terme d'une course sans beaucoup de suspense, franchissant la ligne d'arrivée avec 25 minutes de retard sur la championne Blandine Lefebvre et 14 minutes d'avance sur Catherine Houseaux.
L'année 1997 reste celle la plus couronnée de succès pour Chastel : elle est sacrée championne de France longue distance à Saint-Jean-de-Luz. À Nice, elle termine dixième des championnats du monde longue distance.
Entre 1995 et 1997, elle est membre de l'Équipe de France de triathlon.

### Reconversion

#### Raid nature
Dans les années 2000, Véronique Chastel se reconvertit au raid nature, « plus ludique et riche en émotions ». Elle décroche notamment deux podiums aux Raid Gauloises en 2002 et 2003, au Viêt Nam et au Kirghizistan. En 2006, elle parvient même à se qualifier pour les championnats du monde de la discipline. De 2001 à 2006, elle participe à une trentaine de manches des X-Raid Series.

#### Trail
Dans les années 2010, Véronique Chastel rejoint les courses de trail. En 2011, au bout de plus de quinze heures d'effort, elle remporte sa première grande victoire dans la discipline avec la 6666 Occitane. Elle remporte d'autres victoires en trail et en ultratrail depuis,.

### Vie privée
Véronique Chastel est mariée et a deux enfants. En parallèle de ses activités sportives, elle est professeur d'E.P.S..

## Palmarès
Le tableau présente les résultats les plus significatifs (podium) obtenus sur le circuit national de triathlon et de duathlon depuis 1994.
| Année | Compétition                            | Pays   | Position           | Temps           |
| ----- | -------------------------------------- | ------ | ------------------ | --------------- |
| 1997  | Championnats de France longue distance | France |                    | Timing          |
| 1997  | Championnat de France de duathlon      | France | Médaille de bronze | 2 h 20 min 37 s |
| 1996  | Championnats de France longue distance | France |                    | 7 h 12 min 28 s |
| 1994  | Championnats de France courte distance | France |                    | 2 h 13 min 59 s |